# Onthophagus vulpinaris
Onthophagus vulpinaris är en skalbaggsart som beskrevs av Schönfeldt 1906. Onthophagus vulpinaris ingår i släktet Onthophagus och familjen bladhorningar. Inga underarter finns listade i Catalogue of Life.